# Styloctetor austerus
Styloctetor austerus är en spindelart som först beskrevs av Ludwig Carl Christian Koch 1884.  Styloctetor austerus ingår i släktet Styloctetor och familjen täckvävarspindlar. Inga underarter finns listade i Catalogue of Life.